# Bad Bevensen (Schiff)
Bad Bevensen war der letzte Name eines Fahrgastschiffes, das lange auf den Berliner Gewässern im Einsatz  war.

## Geschichte
Laut Kurt Groggert wurde das Schiff 1932 auf der Werft Schröder in Marienwerder gebaut und trug zunächst den Namen Edeltraut. Nach dem Zweiten Weltkrieg war nur noch das Wrack dieses Schiffes vorhanden. Während Groggert einerseits erzählt, die Reederei Klahr habe dieses Schiff schon in der unmittelbaren Nachkriegszeit 1946 wieder in Betrieb genommen, findet sich bei ihm an anderer Stelle die Angabe, Kurt Klahr habe die Edeltraut nach dem Krieg erst wieder herrichten lassen müssen und erst ab 1950 wieder eingesetzt. In den Jahren 1954 und 1959 sei die Edeltraut jeweils verlängert worden und habe zuletzt eine Länge von 33,56 Metern und eine Breite von 4,98 Metern aufgewiesen.
1953 war das Schiff für die Beförderung von 160 Personen zugelassen. Groggert führte die Edeltraut als ein Beispiel für die vielen Berliner Schiffe an, die in der Nachkriegszeit vergrößert wurden. Das Fassungsvermögen des Schiffes sei nach einer dieser Veränderungen von 160 auf 290 Personen gestiegen. Wahrscheinlich war dies die erste Verlängerung von 1954. Die Edeltraut war danach laut Groggert 26,22 Meter lang und 4,98 Meter breit. Eine Ansichtskarte aus der Zeit bei Kurt Klahr zeigt das Schiff als „Salonschiff [...] mit Promenadendeck u. Liegestühle“ [sic!] für 350 Personen, also offenbar nach der zweiten Verlängerung.
1966 kam die Edeltraut laut Kurt Groggert nach Kassel, wo sie unter dem neuen Namen Herkules von der Reederei Karl Söllner im Fuldatal eingesetzt wurde. Günter Benja gab 1975 für die Herkules eine Länge von 34 Metern und eine Breite von 5 Metern sowie einen Tiefgang von 0,7 Metern an. Vermutlich handelt es sich um gerundete Werte. Die Herkules war laut Benja für den Transport von 300 Fahrgästen zugelassen, hatte einen 160-PS-Motor und konnte eine Geschwindigkeit von 12 km/h erreichen. Benja gibt allerdings an, dieses Schiff sei 1932 auf der Wiese-Werft gebaut worden. Weitere Schiffe Karl Söllners waren zu Benjas Zeit die Bärbel, die Gisela und die Stadt Kassel.
Dieter Schubert ergänzte im Jahr 2000 folgende zum Teil von den anderen Quellen abweichende Daten zur Schiffsgeschichte: Die Bad Bevensen, wie die ehemalige Edeltraut mittlerweile hieß, sei schon 1928 bei G. Schröder in Marienwerder gebaut worden und habe bis 1944 den Namen Wintermärchen getragen. Sie sei damals für F. Schröder in Eberswalde gefahren. 1944 sei das Schiff im Finowkanal versenkt und 1947 gehoben und neu aufgebaut worden. Schubert gibt wie Groggert an, das Schiff sei 1954 und 1959 verlängert worden. Laut Schubert war die Bad Bevensen aber schließlich 35 Meter lang, während er wie Groggert eine Breite von 4,98 Metern angibt. Ferner erwähnt Schubert einen Tiefgang von 0,8 Metern, einen Motor mit 126 PS und eine Zulassung für 150 Fahrgäste. Das Schiff habe bei Kurt Klahr Edeltraud mit d geheißen - eine Namensschreibung, die nicht mit den Bildern übereinstimmt, die das Schiff in seiner Zeit bei Kurt Klahr zeigen. Dort ist der Name eindeutig mit einem t am Ende geschrieben. Den Namen Edeltraud [sic!] habe es bis 1966 getragen, dann sei es bis November 1981 als Herkules in Fahrt gewesen, schließlich habe es noch bis Dezember 1986 eine Zeit als Stadt Hannover gegeben und auf den Namen Bad Bevensen sei das Schiff 1987 bei der Personenschiffahrt Niemeyer in Bad Bevensen umgetauft worden.
Als Bad Bevensen wurde das Schiff für Fahrten auf dem Elbe-Seitenkanal eingesetzt und brachte Ausflügler zum Schiffshebewerk Scharnebeck bei Lüneburg.
Im Jahr 2010 wurde die Bad Bevensen im Hamburger Industriegebiet Peute verschrottet. Einzelne Phasen der Zerlegung des Schiffes sind auf Fotografien im Binnenschifferforum zu sehen. Dort wurde außerdem über die widersprüchlichen Angaben zur Geschichte und den Maßen des Schiffes diskutiert und berichtet, dass das Schiff im Jahr 1982 sein hölzernes Steuerhaus einbüßte, als zwei Betrunkene versuchten, mit der Stadt Hannover auf der Ihme an die Nordsee zu fahren, und dabei unter der Spinnereibrücke durchfahren wollten. In den Forenbeiträgen finden sich auch Hinweise darauf, dass Söllner in Kassel möglicherweise zwei Schiffe namens Herkules kurz nacheinander in Dienst gestellt hat, von denen dann das zweite die spätere Bad Bevensen gewesen sein müsste, sowie die Erzählung, dass das Schiff einst aus bis zu drei Wracks zusammengesetzt worden sei. Das könnte einerseits die Verwirrung um die Angaben des Baujahres, der Maße und der Bauwerft erklären, andererseits die sehr treppenreiche Konstruktion des Schiffes.